# Vuomajärvi (Gällivare socken, Lappland, 741720-171043)
Vuomajärvi är en sjö i Gällivare kommun i Lappland och ingår i Råneälvens huvudavrinningsområde.